# Bassett (Nebraska)
Pour les articles homonymes, voir Bassett.
Bassett est une ville américaine de l'État du Nebraska. Elle est le siège du comté de Rock.